# Cordana ellipsoidea
Cordana ellipsoidea är en svampart som beskrevs av de Hoog 1973. Cordana ellipsoidea ingår i släktet Cordana, divisionen sporsäcksvampar och riket svampar.   Inga underarter finns listade i Catalogue of Life.